# KRC Genk in het seizoen 2016/17
Deze pagina beschrijft de prestaties van voetbalclub KRC Genk in het seizoen 2016/17.

## Spelerskern
| Nr.           | Naam                | Nationaliteit  | Geboortedatum | Vorige club        |
| ------------- | ------------------- | -------------- | ------------- | ------------------ |
| Keepers       |                     |                |               |                    |
| 1             | Marco Bizot         | Nederland      | 10-03-1993    | FC Groningen       |
| 26            | Mathew Ryan         | Australië      | 08-04-1992    | Valencia CF        |
| 30            | Nordin Jackers      | België         | 05-09-1997    | /                  |
| 40            | Gaëtan Coucke       | België         | 03-12-1998    | /                  |
| Verdedigers   |                     |                |               |                    |
| 2             | Jakub Brabec        | Tsjechië       | 06-08-1992    | Sparta Praag       |
| 3             | Bojan Nastić        | Servië         | 06-07-1994    | FK Vojvodina       |
| 4             | Dries Wouters       | België         | 28-01-1997    | /                  |
| 5             | Sandy Walsh         | Nederland      | 14-03-1995    | /                  |
| 6             | Sébastien Dewaest   | België         | 27-05-1991    | Sporting Charleroi |
| 15            | Omar Colley         | Gambia         | 24-10-1992    | Djurgårdens IF     |
| 21            | Jere Uronen         | Finland        | 13-07-1994    | Helsingborgs IF    |
| 23            | Rubin Seigers       | België         | 11-01-1998    | /                  |
| 32            | Christophe Janssens | België         | 09-03-1998    | /                  |
| 41            | Timothy Castagne    | België         | 05-12-1995    | /                  |
| Middenvelders |                     |                |               |                    |
| 8             | Bennard Kumordzi    | Ghana          | 21-03-1985    | Dijon              |
| 9             | Jean-Paul Boëtius   | Nederland      | 22-03-1994    | FC Basel           |
| 10            | Tino-Sven Sušić     | Bosnië en Her. | 13-02-1992    | Hajduk Split       |
| 14            | Leandro Trossard    | België         | 04-12-1992    | OH Leuven          |
| 18            | Roeslan Malinovski  | Oekraïne       | 04-05-1993    | Sjachtar Donetsk   |
| 19            | Thomas Buffel       | België         | 19-02-1981    | Cercle Brugge      |
| 20            | Paolo Sabak         | België         | 10-02-1999    | /                  |
| 24            | Alejandro Pozuelo   | Spanje         | 20-09-1991    | Rayo Vallecano     |
| 25            | Sander Berge        | Noorwegen      | 14-02-1998    | Vålerenga IF       |
| 27            | Laurens Vermijl     | België         | 03-02-1997    | /                  |
| 28            | Bryan Heynen        | België         | 06-02-1997    | /                  |
| 33            | Pierre Desiré Zebli | Ivoorkust      | 06-12-1997    | AC Perugia         |
| Aanvallers    |                     |                |               |                    |
| 7             | Nikos Karelis       | Griekenland    | 24-02-1992    | Panathinaikos      |
| 11            | José Naranjo        | Spanje         | 28-07-1994    | Celta de Vigo      |
| 16            | Dante Vanzeir       | België         | 16-04-1998    | /                  |
| 17            | Holly Tshimanga     | België         | 25-04-1997    | /                  |
| 22            | Siebe Schrijvers    | België         | 18-07-1996    | Waasland-Beveren   |
| 77            | Mbwana Samatta      | Tanzania       | 23-12-1992    | TP Mazembe         |

- Aanvoerder
- Omar Colley begon met het rugnummer 4 aan het seizoen, maar wisselde in januari 2017 met Dries Wouters van nummer. In de Europa League behield hij het nummer 4.

### Technische staf
|                 |                    |               |                                                                                          |
| Functie         | Naam               | Nationaliteit | Opmerking                                                                                |
| Coach           | Albert Stuivenberg | Nederland     | Vanaf 28 december 2016.                                                                  |
| Coach           | Peter Maes (foto)  | België        | Ontslagen op 26 december 2016.                                                           |
| Assistent-coach | Rudi Cossey        | België        | Hoofdcoach ad interim van 26 december tot 28 december 2016. Ontslagen op 4 januari 2017. |
| Assistent-coach | Jos Daerden        | België        | Vanaf 4 januari 2017.                                                                    |
| Teammanager     | Pierre Denier      | België        |                                                                                          |
| Keeperstrainer  | Guy Martens        | België        | Vanaf 5 januari 2017.                                                                    |
| Keeperstrainer  | Erwin Lemmens      | België        | Ontslagen op 4 januari 2017.                                                             |
| Conditietrainer | Peter Catteeuw     | België        |                                                                                          |

## Uitrustingen
Shirtsponsor(s): Beobank / Carglass / Group Bruno / Federale verzekering

Sportmerk: Nike
| Thuis | Uit | Alternatief | Doelman | Doelman |

## Transfer

### Zomer
| Naam                | Nationaliteit  | Van/naar           | Type           |
| ------------------- | -------------- | ------------------ | -------------- |
| Inkomend            |                |                    |                |
| Bojan Nastić        | Servië         | FK Vojvodina       | Gekocht        |
| Omar Colley         | Gambia         | Djurgårdens IF     | Gekocht        |
| Tino-Sven Sušić     | Bosnië en Her. | Hajduk Split       | Gekocht        |
| Jakub Brabec        | Tsjechië       | Sparta Praag       | Gekocht        |
| Roeslan Malinovski  | Oekraïne       | Sjachtar Donetsk   | Huur           |
| Jentl Gaethofs      | België         | Lommel United      | Einde huur     |
| Anele Ngcongca      | Zuid-Afrika    | AC Troyes          | Einde huur     |
| Leandro Trossard    | België         | OH Leuven          | Einde huur     |
| Albian Muzaqi       | Nederland      | ASV Geel           | Einde huur     |
| Sekou Cissé         | Ivoorkust      | FC Sochaux         | Einde huur     |
| Ayub Masika         | Kenia          | Lierse SK          | Einde huur     |
| Aleksandar Čavrić   | Servië         | Aarhus GF          | Einde huur     |
| Tornike Okriasjvili | Georgië        | Eskisehirspor      | Einde huur     |
| Luca Polizzi        | België         | MVV Maastricht     | Einde huur     |
| Uitgaand            |                |                    |                |
| Anele Ngcongca      | Zuid-Afrika    | Mamelodi Sundowns  | Einde contract |
| Derrick Tshimanga   | België         | Willem II          | Einde contract |
| Luka Zarandia       | Georgië        | Lokomotivi Tbilisi | Einde contract |
| Tornike Okriasjvili | Georgië        | FK Krasnodar       | Einde contract |
| Aleksandar Čavrić   | Servië         | Slovan Bratislava  | Transfervrij   |
| Brian Hamalainen    | Denemarken     | Zulte Waregem      | Transfervrij   |
| Ayub Masika         | Kenia          | Lierse SK          | Transfervrij   |
| Jentl Gaethofs      | België         | Lommel United      | Verkocht       |
| Christian Kabasele  | België         | Watford FC         | Verkocht       |
| Igor de Camargo     | België         | Omonia Nicosia     | Verkocht       |
| Sekou Cissé         | Ivoorkust      | Gazélec Ajaccio    | Verkocht       |
| Luca Polizzi        | België         | Inter Zaprešić     | Verkocht       |
| Neeskens Kebano     | Congo-Kinshasa | Fulham FC          | Verkocht       |
| Siebe Schrijvers    | België         | Waasland-Beveren   | Huur           |
| Yoni Buyens         | België         | KVC Westerlo       | Huur           |
| László Köteles      | Hongarije      | Waasland-Beveren   | Huur           |
| Paolino Bertaccini  | België         | Cercle Brugge      | Huur           |

### Winter
| Naam                | Nationaliteit | Van/naar         | Type       |
| ------------------- | ------------- | ---------------- | ---------- |
| Inkomend            |               |                  |            |
| Sander Berge        | Noorwegen     | Vålerenga IF     | Gekocht    |
| José Naranjo        | Spanje        | Celta de Vigo    | Gekocht    |
| Pierre Desiré Zebli | Ivoorkust     | AC Perugia       | Gekocht    |
| Siebe Schrijvers    | België        | Waasland-Beveren | Einde huur |
| Mathew Ryan         | Australië     | Valencia CF      | Huur       |
| Jean-Paul Boëtius   | Nederland     | FC Basel         | Huur       |
| Uitgaand            |               |                  |            |
| Wilfred Ndidi       | Nigeria       | Leicester City   | Verkocht   |
| Leon Bailey         | Jamaica       | Bayer Leverkusen | Verkocht   |

## Jupiler Pro League

### Wedstrijden
| Wedstrijddetails                                               | Thuisploeg                                                              | Uitslag                 | Uitploeg                                          | Opstelling | Kaarten                                                            |
| -------------------------------------------------------------- | ----------------------------------------------------------------------- | ----------------------- | ------------------------------------------------- | --- | ------------------------------------------------------------------ |
| Heenronde                                                      |                                                                         |                         |                                                   | |                                                                    |
| 31 juli 2016 18:00 Luminus Arena Genk                          | KRC Genk                                                                | 2-1                     | KV Oostende                                       | Bizot Walsh, Dewaest, Wouters, Uronen Ndidi, Pozuelo (83' Heynen), Kebano (80' Samatta) Buffel, Karelis, Bailey (72' Trossard)               | 70' Uronen                                                         |
| 31 juli 2016 18:00 Luminus Arena Genk                          | 50' Karelis 90' Samatta                                                 | 1-0 2-0 2-1             | 90+3' Musona                                      | Bizot Walsh, Dewaest, Wouters, Uronen Ndidi, Pozuelo (83' Heynen), Kebano (80' Samatta) Buffel, Karelis, Bailey (72' Trossard)               | 70' Uronen                                                         |
| 7 augustus 2016 20:00 Ghelamco Arena Gent                      | AA Gent                                                                 | 1-0                     | KRC Genk                                          | Bizot Walsh (36' Wouters), Dewaest, Ndidi, Uronen Heynen, Pozuelo, Kebano (74' Kumordzi) Buffel, Karelis (66' Samatta), Bailey               | 35' Walsh 74' Wouters                                              |
| 7 augustus 2016 20:00 Ghelamco Arena Gent                      | 90+1' Perbet                                                            | 1-0                     |                                                   | Bizot Walsh (36' Wouters), Dewaest, Ndidi, Uronen Heynen, Pozuelo, Kebano (74' Kumordzi) Buffel, Karelis (66' Samatta), Bailey               | 35' Walsh 74' Wouters                                              |
| 13 augustus 2016 20:30 Luminus Arena Genk                      | KRC Genk                                                                | 2-2                     | Waasland-Beveren                                  | Bizot Walsh, Dewaest, Ndidi, Uronen Heynen (73' Wouters), Pozuelo, Kebano (46' Samatta) Buffel, Karelis, Bailey (65' Trossard)               | 85' Buffel                                                         |
| 13 augustus 2016 20:30 Luminus Arena Genk                      | 35' Karelis 73' Jans (own)                                              | 0-1 0-2 1-2 2-2         | 7' Seck 23' Buatu                                 | Bizot Walsh, Dewaest, Ndidi, Uronen Heynen (73' Wouters), Pozuelo, Kebano (46' Samatta) Buffel, Karelis, Bailey (65' Trossard)               | 85' Buffel                                                         |
| 21 augustus 2016 18:00 Daknamstadion Lokeren                   | KSC Lokeren                                                             | 0-3                     | KRC Genk                                          | Bizot Walsh, Dewaest, Colley, Uronen Heynen (84' Kumordzi), Ndidi, Pozuelo (80' Sabak) Bailey, Samatta (73' Karelis), Trossard               | 55' Uronen                                                         |
| 21 augustus 2016 18:00 Daknamstadion Lokeren                   |                                                                         | 0-1 0-2 0-3             | 34' Samatta 38' Samatta 48' Bailey                | Bizot Walsh, Dewaest, Colley, Uronen Heynen (84' Kumordzi), Ndidi, Pozuelo (80' Sabak) Bailey, Samatta (73' Karelis), Trossard               | 55' Uronen                                                         |
| 28 augustus 2016 20:00 Luminus Arena Genk                      | KRC Genk                                                                | 1-0                     | Zulte Waregem                                     | Bizot Walsh, Dewaest, Colley, Uronen Heynen (71' Karelis), Ndidi, Pozuelo Buffel, Samatta (87' Kumordzi), Trossard (77' Nastić)              |                                                                    |
| 28 augustus 2016 20:00 Luminus Arena Genk                      | 80' Pozuelo                                                             | 1-0                     |                                                   | Bizot Walsh, Dewaest, Colley, Uronen Heynen (71' Karelis), Ndidi, Pozuelo Buffel, Samatta (87' Kumordzi), Trossard (77' Nastić)              |                                                                    |
| 11 september 2016 20:00 Stade Maurice Dufrasne Luik            | Standard Luik                                                           | 2-0                     | KRC Genk                                          | Bizot Walsh, Dewaest, Colley, Uronen Heynen (62' Sušić), Ndidi, Pozuelo Buffel (82' Trossard), Samatta, Bailey                               |                                                                    |
| 11 september 2016 20:00 Stade Maurice Dufrasne Luik            | 11' Belfodil 90+3' Sá                                                   | 1-0 2-0                 |                                                   | Bizot Walsh, Dewaest, Colley, Uronen Heynen (62' Sušić), Ndidi, Pozuelo Buffel (82' Trossard), Samatta, Bailey                               |                                                                    |
| 18 september 2016 14:30 Luminus Arena Genk                     | KRC Genk                                                                | 0-2                     | RSC Anderlecht                                    | Bizot Castagne, Brabec, Colley, Uronen Ndidi, Pozuelo, Sušić (87' Kumordzi) Bailey (81' Vanzeir), Karelis, Buffel (90' Trossard)             | 42' Colley 53' Ndidi 65' Pozuelo 66' Pozuelo 73' Buffel 88' Colley |
| 18 september 2016 14:30 Luminus Arena Genk                     |                                                                         | 0-1 0-2                 | 64' Kara 76' Harbaoui                             | Bizot Castagne, Brabec, Colley, Uronen Ndidi, Pozuelo, Sušić (87' Kumordzi) Bailey (81' Vanzeir), Karelis, Buffel (90' Trossard)             | 42' Colley 53' Ndidi 65' Pozuelo 66' Pozuelo 73' Buffel 88' Colley |
| 25 september 2016 18:00 Guldensporenstadion Kortrijk           | KV Kortrijk                                                             | 4-1                     | KRC Genk                                          | Bizot Castagne, Dewaest, Brabec, Uronen (70' Nastić) Heynen (70' Samatta), Ndidi, Sušić Buffel, Karelis, Bailey (46' Trossard)               | 40' Buffel 57' Heynen                                              |
| 25 september 2016 18:00 Guldensporenstadion Kortrijk           | 5' Totovytsky 45+1' Mercier 55' Saadi 62' Saadi                         | 1-0 2-0 3-0 4-0 4-1     | 63' Trossard                                      | Bizot Castagne, Dewaest, Brabec, Uronen (70' Nastić) Heynen (70' Samatta), Ndidi, Sušić Buffel, Karelis, Bailey (46' Trossard)               | 40' Buffel 57' Heynen                                              |
| 2 oktober 2016 20:00 Luminus Arena Genk                        | KRC Genk                                                                | 2-1                     | KV Mechelen                                       | Bizot Castagne, Brabec, Colley, Nastić Ndidi, Pozuelo, Sušić (46' Samatta) Buffel (79' Kumordzi), Karelis, Bailey (86' Trossard)             | 6' Brabec                                                          |
| 2 oktober 2016 20:00 Luminus Arena Genk                        | 21' Karelis (pen.) 51' Bailey                                           | 0-1 1-1 2-1             | 10' Verdier                                       | Bizot Castagne, Brabec, Colley, Nastić Ndidi, Pozuelo, Sušić (46' Samatta) Buffel (79' Kumordzi), Karelis, Bailey (86' Trossard)             | 6' Brabec                                                          |
| 15 oktober 2016 20:30 Le Canonnier Moeskroen                   | Excel Moeskroen                                                         | 2-2                     | KRC Genk                                          | Bizot Walsh (71' Castagne), Brabec, Colley, Nastić Ndidi, Pozuelo, Sušić (90+4' Trossard) Buffel, Karelis, Bailey (67' Samatta)              | 58' Sušić 61' Walsh                                                |
| 15 oktober 2016 20:30 Le Canonnier Moeskroen                   | 2' Trezeguet 42' Viola                                                  | 1-0 1-1 2-1 2-2         | 32' Karelis 78' Karelis                           | Bizot Walsh (71' Castagne), Brabec, Colley, Nastić Ndidi, Pozuelo, Sušić (90+4' Trossard) Buffel, Karelis, Bailey (67' Samatta)              | 58' Sušić 61' Walsh                                                |
| 23 oktober 2016 18:00 Luminus Arena Genk                       | KRC Genk                                                                | 1-0                     | Sint-Truiden                                      | Bizot Castagne, Brabec, Colley, Nastić Ndidi, Pozuelo, Sušić (46' Heynen) Bailey (78' Karelis), Samatta, Trossard (62' Buffel)               |                                                                    |
| 23 oktober 2016 18:00 Luminus Arena Genk                       | 88' Karelis                                                             | 1-0                     |                                                   | Bizot Castagne, Brabec, Colley, Nastić Ndidi, Pozuelo, Sušić (46' Heynen) Bailey (78' Karelis), Samatta, Trossard (62' Buffel)               |                                                                    |
| 26 oktober 2016 20:30 Stade du Pays de Charleroi Charleroi     | Sporting Charleroi                                                      | 2-1                     | KRC Genk                                          | Bizot Castagne, Brabec, Colley, Nastić Ndidi, Heynen, Pozuelo Sušić (80' Bailey), Karelis, Samatta                                           | 21' Colley 29' Samatta 85' Bailey                                  |
| 26 oktober 2016 20:30 Stade du Pays de Charleroi Charleroi     | 11' Ninis 82' Diandy                                                    | 0-1 1-1 2-1             | 4' Karelis                                        | Bizot Castagne, Brabec, Colley, Nastić Ndidi, Heynen, Pozuelo Sušić (80' Bailey), Karelis, Samatta                                           | 21' Colley 29' Samatta 85' Bailey                                  |
| 29 oktober 2016 20:00 Luminus Arena Genk                       | KRC Genk                                                                | 2-1                     | KVC Westerlo                                      | Bizot Castagne, Brabec, Colley (83' Dewaest), Nastić Ndidi, Pozuelo, Sušić Bailey, Karelis (66' Samatta), Buffel (70' Heynen)                | 32' Karelis 84' Ndidi                                              |
| 29 oktober 2016 20:00 Luminus Arena Genk                       | 54' Pozuelo 66' Karelis                                                 | 1-0 2-0 2-1             | 82' Molenberghs                                   | Bizot Castagne, Brabec, Colley (83' Dewaest), Nastić Ndidi, Pozuelo, Sušić Bailey, Karelis (66' Samatta), Buffel (70' Heynen)                | 32' Karelis 84' Ndidi                                              |
| 6 november 2016 14:30 Jan Breydelstadion Brugge                | Club Brugge                                                             | 1-1                     | KRC Genk                                          | Bizot Castagne, Brabec, Colley, Wouters Ndidi, Heynen (85' Kumordzi), Pozuelo Buffel (85' Walsh), Karelis (71' Samatta), Bailey              | 9' Ndidi 76' Bizot 90' Samatta                                     |
| 6 november 2016 14:30 Jan Breydelstadion Brugge                | 85' Vossen                                                              | 0-1 1-1                 | 49' Buffel                                        | Bizot Castagne, Brabec, Colley, Wouters Ndidi, Heynen (85' Kumordzi), Pozuelo Buffel (85' Walsh), Karelis (71' Samatta), Bailey              | 9' Ndidi 76' Bizot 90' Samatta                                     |
| 19 november 2016 18:00 Luminus Arena Genk                      | KRC Genk                                                                | 2-0                     | KAS Eupen                                         | Bizot Castagne, Brabec, Colley, Nastić Ndidi, Pozuelo (77' Trossard), Sušić (66' Heynen) Bailey, Karelis (84' Samatta), Buffel               |                                                                    |
| 19 november 2016 18:00 Luminus Arena Genk                      | 20' Diallo (own) 38' Pozuelo                                            | 1-0 2-0                 |                                                   | Bizot Castagne, Brabec, Colley, Nastić Ndidi, Pozuelo (77' Trossard), Sušić (66' Heynen) Bailey, Karelis (84' Samatta), Buffel               |                                                                    |
| Terugronde                                                     |                                                                         |                         |                                                   | |                                                                    |
| 27 november 2016 14:30 Versluys Arena Oostende                 | KV Oostende                                                             | 6-0                     | KRC Genk                                          | Bizot Castagne, Brabec, Colley, Wouters Heynen (46' Sušić), Ndidi, Pozuelo (78' Kumordzi) Bailey, Samatta, Buffel (67' Trossard)             | 36' Bailey 54' Brabec 55' Ndidi 68' Bailey                         |
| 27 november 2016 14:30 Versluys Arena Oostende                 | 19' Berrier 29' Milić 56' Musona 71' Dimata 83' Cyriac 86' Dimata       | 1-0 2-0 3-0 4-0 5-0 6-0 |                                                   | Bizot Castagne, Brabec, Colley, Wouters Heynen (46' Sušić), Ndidi, Pozuelo (78' Kumordzi) Bailey, Samatta, Buffel (67' Trossard)             | 36' Bailey 54' Brabec 55' Ndidi 68' Bailey                         |
| 4 december 2016 20:00 Luminus Arena Genk                       | KRC Genk                                                                | 1-2                     | KSC Lokeren                                       | Bizot Castagne, Dewaest, Colley, Walsh Heynen (82' Sušić), Ndidi, Pozuelo Buffel (81' Samatta), Karelis, Trossard                            |                                                                    |
| 4 december 2016 20:00 Luminus Arena Genk                       | 20' Trossard                                                            | 1-0 1-1 1-2             | 66' Terki 75' Bolbat                              | Bizot Castagne, Dewaest, Colley, Walsh Heynen (82' Sušić), Ndidi, Pozuelo Buffel (81' Samatta), Karelis, Trossard                            |                                                                    |
| 18 december 2016 14:30 Luminus Arena Genk                      | KRC Genk                                                                | 2-2                     | Standard Luik                                     | Bizot Castagne, Dewaest, Colley, Walsh (67' Uronen) Ndidi, Pozuelo, Samatta Bailey, Karelis, Trossard (73' Buffel)                           | 38' Samatta 45+1' Ndidi                                            |
| 18 december 2016 14:30 Luminus Arena Genk                      | 3' Colley 77' Samatta                                                   | 1-0 1-1 1-2 2-2         | 15' Sá 25' Belfodil                               | Bizot Castagne, Dewaest, Colley, Walsh (67' Uronen) Ndidi, Pozuelo, Samatta Bailey, Karelis, Trossard (73' Buffel)                           | 38' Samatta 45+1' Ndidi                                            |
| 21 december 2016 20:30 Regenboogstadion Waregem                | Zulte Waregem                                                           | 1-0                     | KRC Genk                                          | Bizot Castagne, Brabec, Colley, Uronen Heynen, Pozuelo, Sušić (86' Karelis) Buffel, Samatta, Trossard (70' Bailey)                           | 73' Buffel                                                         |
| 21 december 2016 20:30 Regenboogstadion Waregem                | 26' Meïté                                                               | 1-0                     |                                                   | Bizot Castagne, Brabec, Colley, Uronen Heynen, Pozuelo, Sušić (86' Karelis) Buffel, Samatta, Trossard (70' Bailey)                           | 73' Buffel                                                         |
| 27 december 2016 18:00 Luminus Arena Genk                      | KRC Genk                                                                | 2-0                     | AA Gent                                           | Bizot Castagne, Brabec, Colley, Uronen Heynen, Ndidi, Pozuelo (90' Sušić) Buffel, Karelis (51' Samatta), Bailey (82' Trossard)               | 65' Heynen                                                         |
| 27 december 2016 18:00 Luminus Arena Genk                      | 19' Pozuelo 26' Karelis (pen.)                                          | 1-0 2-0                 |                                                   | Bizot Castagne, Brabec, Colley, Uronen Heynen, Ndidi, Pozuelo (90' Sušić) Buffel, Karelis (51' Samatta), Bailey (82' Trossard)               | 65' Heynen                                                         |
| 21 januari 2017 20:30 Kehrwegstadion Eupen                     | KAS Eupen                                                               | 0-1                     | KRC Genk                                          | Bizot Castagne, Dewaest, Colley, Uronen Heynen (46' Berge), Malinovski, Pozuelo Bailey, Samatta, Trossard (59' Schrijvers)                   | 3' Dewaest 72' Malinovski                                          |
| 21 januari 2017 20:30 Kehrwegstadion Eupen                     |                                                                         | 0-1                     | 82' Samatta                                       | Bizot Castagne, Dewaest, Colley, Uronen Heynen (46' Berge), Malinovski, Pozuelo Bailey, Samatta, Trossard (59' Schrijvers)                   | 3' Dewaest 72' Malinovski                                          |
| 24 januari 2017 20:30 Luminus Arena Genk                       | KRC Genk                                                                | 3-0                     | KV Kortrijk                                       | Bizot (11' Jackers) Castagne, Dewaest, Colley, Uronen Heynen, Malinovski (69' Berge), Pozuelo Schrijvers, Samatta (87' Naranjo), Trossard    |                                                                    |
| 24 januari 2017 20:30 Luminus Arena Genk                       | 4' Schrijvers 42' Samatta 68' Pozuelo                                   | 1-0 2-0 3-0             |                                                   | Bizot (11' Jackers) Castagne, Dewaest, Colley, Uronen Heynen, Malinovski (69' Berge), Pozuelo Schrijvers, Samatta (87' Naranjo), Trossard    |                                                                    |
| 28 januari 2017 20:30 Achter de Kazerne Mechelen               | KV Mechelen                                                             | 1-0                     | KRC Genk                                          | Jackers Castagne (33' Walsh), Dewaest, Colley, Wouters Heynen, Malinovski (80' Berge), Pozuelo (90+3' Naranjo) Schrijvers, Samatta, Trossard | 36' Walsh 81' Colley 83' Pozuelo                                   |
| 28 januari 2017 20:30 Achter de Kazerne Mechelen               | 89' De Witte                                                            | 1-0                     |                                                   | Jackers Castagne (33' Walsh), Dewaest, Colley, Wouters Heynen, Malinovski (80' Berge), Pozuelo (90+3' Naranjo) Schrijvers, Samatta, Trossard | 36' Walsh 81' Colley 83' Pozuelo                                   |
| 4 februari 2017 20:00 Luminus Arena Genk                       | KRC Genk                                                                | 1-0                     | Excel Moeskroen                                   | Ryan Castagne, Dewaest, Colley, Uronen Berge, Malinovski, Pozuelo (90' Kumordzi) Schrijvers, Naranjo (78' Sušić), Trossard (67' Boëtius)     |                                                                    |
| 4 februari 2017 20:00 Luminus Arena Genk                       | 21' Naranjo                                                             | 1-0                     |                                                   | Ryan Castagne, Dewaest, Colley, Uronen Berge, Malinovski, Pozuelo (90' Kumordzi) Schrijvers, Naranjo (78' Sušić), Trossard (67' Boëtius)     |                                                                    |
| 7 februari 2017 20:30 Freethiel Beveren                        | Waasland-Beveren                                                        | 0-0                     | KRC Genk                                          | Jackers Castagne, Dewaest (22' Brabec), Colley, Uronen Heynen, Kumordzi (86' Tshimanga), Malinovski Pozuelo, Sušić, Trossard                 | 54' Malinovski 65' Castagne                                        |
| 7 februari 2017 20:30 Freethiel Beveren                        |                                                                         |                         |                                                   | Jackers Castagne, Dewaest (22' Brabec), Colley, Uronen Heynen, Kumordzi (86' Tshimanga), Malinovski Pozuelo, Sušić, Trossard                 | 54' Malinovski 65' Castagne                                        |
| 10 februari 2017 20:30 Stayen Sint-Truiden                     | Sint-Truiden                                                            | 0-3                     | KRC Genk                                          | Ryan Castagne, Brabec, Colley (82' Wouters), Uronen Berge, Malinovski, Pozuelo (62' Boëtius) Schrijvers, Samatta, Trossard (71' Naranjo)     | 25' Trossard 71' Boëtius                                           |
| 10 februari 2017 20:30 Stayen Sint-Truiden                     |                                                                         | 0-1 0-2 0-3             | 37' Pozuelo 39' Samatta 45' Malinovski            | Ryan Castagne, Brabec, Colley (82' Wouters), Uronen Berge, Malinovski, Pozuelo (62' Boëtius) Schrijvers, Samatta, Trossard (71' Naranjo)     | 25' Trossard 71' Boëtius                                           |
| 19 februari 2017 20:00 Luminus Arena Genk                      | KRC Genk                                                                | 1-1                     | Sporting Charleroi                                | Ryan Castagne, Brabec (67' Heynen), Colley, Uronen Berge, Malinovski (77' Boëtius), Pozuelo (88' Naranjo) Schrijvers, Samatta, Trossard      | 39' Brabec                                                         |
| 19 februari 2017 20:00 Luminus Arena Genk                      | 84' Trossard (pen.)                                                     | 1-0 1-1                 | 86' Marinos                                       | Ryan Castagne, Brabec (67' Heynen), Colley, Uronen Berge, Malinovski (77' Boëtius), Pozuelo (88' Naranjo) Schrijvers, Samatta, Trossard      | 39' Brabec                                                         |
| 26 februari 2017 18:00 Constant Vanden Stockstadion Anderlecht | RSC Anderlecht                                                          | 2-0                     | KRC Genk                                          | Ryan Castagne, Brabec, Colley, Uronen Berge, Malinovski (75' Naranjo), Pozuelo Schrijvers (64' Buffel), Samatta, Trossard (46' Boëtius)      |                                                                    |
| 26 februari 2017 18:00 Constant Vanden Stockstadion Anderlecht | 32' Kara 50' Tielemans                                                  | 1-0 2-0                 |                                                   | Ryan Castagne, Brabec, Colley, Uronen Berge, Malinovski (75' Naranjo), Pozuelo Schrijvers (64' Buffel), Samatta, Trossard (46' Boëtius)      |                                                                    |
| 4 maart 2017 20:00 Luminus Arena Genk                          | KRC Genk                                                                | 2-1                     | Club Brugge                                       | Ryan Castagne, Brabec, Colley, Uronen Berge, Malinovski, Pozuelo Boëtius (81' Heynen), Samatta (85' Naranjo), Schrijvers (90+1' Buffel)      | 73' Malinovsky                                                     |
| 4 maart 2017 20:00 Luminus Arena Genk                          | 5' Samatta 42' Samatta                                                  | 1-0 2-0 2-1             | 43' Izquierdo                                     | Ryan Castagne, Brabec, Colley, Uronen Berge, Malinovski, Pozuelo Boëtius (81' Heynen), Samatta (85' Naranjo), Schrijvers (90+1' Buffel)      | 73' Malinovsky                                                     |
| 12 maart 2017 14:30 't Kuipje Westerlo                         | KVC Westerlo                                                            | 0-4                     | KRC Genk                                          | Ryan Castagne, Brabec, Colley, Uronen (46' Walsh) Berge, Malinovski, Pozuelo (74' Naranjo) Boëtius, Samatta, Buffel (79' Trossard)           | 34' Pozuelo 85' Berge                                              |
| 12 maart 2017 14:30 't Kuipje Westerlo                         |                                                                         | 0-1 0-2 0-3 0-4         | 6' Samatta 26' Buffel 62' Colley 90+1' Malinovsky | Ryan Castagne, Brabec, Colley, Uronen (46' Walsh) Berge, Malinovski, Pozuelo (74' Naranjo) Boëtius, Samatta, Buffel (79' Trossard)           | 34' Pozuelo 85' Berge                                              |
| Play-off II                                                    |                                                                         |                         |                                                   | |                                                                    |
| 1 april 2017 20:30 Luminus Arena Genk                          | KRC Genk                                                                | 4-0                     | KSC Lokeren                                       | Ryan Castagne, Brabec, Colley, Uronen Berge, Malinovski (69' Heynen), Pozuelo Boëtius (84' Buffel), Samatta (80' Naranjo), Trossard          | 27' Colley                                                         |
| 1 april 2017 20:30 Luminus Arena Genk                          | 45+1' Pozuelo 72' Samatta 77' Boëtius 90' Naranjo                       | 1-0 2-0 3-0 4-0         |                                                   | Ryan Castagne, Brabec, Colley, Uronen Berge, Malinovski (69' Heynen), Pozuelo Boëtius (84' Buffel), Samatta (80' Naranjo), Trossard          | 27' Colley                                                         |
| 8 april 2017 20:00 Schiervelde Roeselare                       | KSV Roeselare                                                           | 0-1                     | KRC Genk                                          | Ryan Castagne, Brabec, Colley, Uronen Berge, Malinovski (46' Heynen), Pozuelo Boëtius (63' Buffel), Samatta, Trossard (81' Naranjo)          |                                                                    |
| 8 april 2017 20:00 Schiervelde Roeselare                       |                                                                         | 0-1                     | 84' Naranjo                                       | Ryan Castagne, Brabec, Colley, Uronen Berge, Malinovski (46' Heynen), Pozuelo Boëtius (63' Buffel), Samatta, Trossard (81' Naranjo)          |                                                                    |
| 16 april 2017 20:00 Guldensporenstadion Kortrijk               | KV Kortrijk                                                             | 0-3                     | KRC Genk                                          | Ryan Walsh, Dewaest, Colley, Nastić Heynen, Malinovski (74' Kumordzi), Schrijvers Buffel, Naranjo, Boëtius (61' Trossard)                    | 53' Nastić                                                         |
| 16 april 2017 20:00 Guldensporenstadion Kortrijk               |                                                                         | 0-1 0-2 0-3             | 34' Malinovski 66' Colley 77' Kumordzi            | Ryan Walsh, Dewaest, Colley, Nastić Heynen, Malinovski (74' Kumordzi), Schrijvers Buffel, Naranjo, Boëtius (61' Trossard)                    | 53' Nastić                                                         |
| 23 april 2017 20:00 Luminus Arena Genk                         | KRC Genk                                                                | 6-0                     | Excel Moeskroen                                   | Ryan Walsh, Dewaest, Brabec, Uronen (56' Nastić) Heynen, Pozuelo (60' Berge), Schrijvers Boëtius, Naranjo, Trossard (76' Samatta)            |                                                                    |
| 23 april 2017 20:00 Luminus Arena Genk                         | 13' Walsh 15' Trossard 50' Naranjo 53' Trossard 55' Naranjo 80' Naranjo | 1-0 2-0 3-0 4-0 5-0 6-0 |                                                   | Ryan Walsh, Dewaest, Brabec, Uronen (56' Nastić) Heynen, Pozuelo (60' Berge), Schrijvers Boëtius, Naranjo, Trossard (76' Samatta)            |                                                                    |
| 26 april 2017 20:30 Kehrwegstadion Eupen                       | KAS Eupen                                                               | 1-1                     | KRC Genk                                          | Ryan Walsh, Dewaest, Colley, Uronen Berge, Pozuelo (44' Schrijvers), Malinovski (67' Heynen) Boëtius (83' Naranjo), Samatta, Trossard        |                                                                    |
| 26 april 2017 20:30 Kehrwegstadion Eupen                       | 51' L. García (pen.)                                                    | 0-1 1-1                 | 19' Malinovski                                    | Ryan Walsh, Dewaest, Colley, Uronen Berge, Pozuelo (44' Schrijvers), Malinovski (67' Heynen) Boëtius (83' Naranjo), Samatta, Trossard        |                                                                    |
| 29 april 2017 18:00 Luminus Arena Genk                         | KRC Genk                                                                | 3-0                     | KV Kortrijk                                       | Ryan Castagne, Dewaest, Colley, Nastić Berge (74' Malinovski), Heynen, Schrijvers Buffel, Naranjo (82' Boëtius), Trossard (66' Samatta)      | 87' Boëtius                                                        |
| 29 april 2017 18:00 Luminus Arena Genk                         | 14' Trossard (pen.) 45' Schrijvers 70' Schrijvers                       | 1-0 2-0 3-0             |                                                   | Ryan Castagne, Dewaest, Colley, Nastić Berge (74' Malinovski), Heynen, Schrijvers Buffel, Naranjo (82' Boëtius), Trossard (66' Samatta)      | 87' Boëtius                                                        |
| 7 mei 2017 20:00 Luminus Arena Genk                            | KRC Genk                                                                | 2-1                     | KAS Eupen                                         | Ryan Castagne, Dewaest, Colley, Uronen Berge, Malinovski, Schrijvers (80' Nastić) Buffel (89' Walsh), Samatta, Boëtius (75' Naranjo)         | 52' Berge 65' Uronen 78' Uronen                                    |
| 7 mei 2017 20:00 Luminus Arena Genk                            | 18' Uronen 28' Samatta                                                  | 1-0 2-0 2-1             |                                                   | Ryan Castagne, Dewaest, Colley, Uronen Berge, Malinovski, Schrijvers (80' Nastić) Buffel (89' Walsh), Samatta, Boëtius (75' Naranjo)         | 52' Berge 65' Uronen 78' Uronen                                    |
| 14 mei 2017 20:00 Le Canonnier Moeskroen                       | Excel Moeskroen                                                         | 0-2                     | KRC Genk                                          | Ryan Castagne, Dewaest (84' Janssens), Brabec, Nastić Berge, Malinovski (64' Heynen), Schrijvers Buffel (64' Naranjo), Samatta, Boëtius      | 60' Brabec                                                         |
| 14 mei 2017 20:00 Le Canonnier Moeskroen                       |                                                                         | 0-1 0-2                 | 63' Malinovski 70' Boëtius                        | Ryan Castagne, Dewaest (84' Janssens), Brabec, Nastić Berge, Malinovski (64' Heynen), Schrijvers Buffel (64' Naranjo), Samatta, Boëtius      | 60' Brabec                                                         |
| 17 mei 2017 20:30 Luminus Arena Genk                           | KRC Genk                                                                | 3-1                     | KSV Roeselare                                     | Jackers Walsh, Brabec (61' Seigers), Colley, Uronen Heynen, Malinovski, Schrijvers (73' Kumordzi) Buffel (80' Sabak), Naranjo, Boëtius       | 30' Colley                                                         |
| 17 mei 2017 20:30 Luminus Arena Genk                           | 24' Brabec 33' Buffel 79' Boëtius                                       | 1-0 1-1 2-1 3-1         | 31' Cornet                                        | Jackers Walsh, Brabec (61' Seigers), Colley, Uronen Heynen, Malinovski, Schrijvers (73' Kumordzi) Buffel (80' Sabak), Naranjo, Boëtius       | 30' Colley                                                         |
| 20 mei 2017 20:00 Daknamstadion Lokeren                        | KSC Lokeren                                                             | 1-1                     | KRC Genk                                          | Ryan Castagne, Seigers, Wouters, Nastić Kumordzi (72' Heynen), Berge, Sabak (77' Schrijvers) Buffel (46' Vermijl), Samatta, Naranjo          | 41' Seigers                                                        |
| 20 mei 2017 20:00 Daknamstadion Lokeren                        | 57' De Sutter                                                           | 0-1 1-1                 | 4' Persoons (own)                                 | Ryan Castagne, Seigers, Wouters, Nastić Kumordzi (72' Heynen), Berge, Sabak (77' Schrijvers) Buffel (46' Vermijl), Samatta, Naranjo          | 41' Seigers                                                        |
| Finale Play-off II                                             |                                                                         |                         |                                                   | |                                                                    |
| 27 mei 2017 20:30 Luminus Arena Genk                           | KRC Genk                                                                | 3-0                     | Sint-Truiden                                      | Ryan Castagne, Brabec, Colley (85' Janssens), Uronen Berge, Malinovski (71' Heynen), Schrijvers Buffel, Samatta, Boëtius (76' Naranjo)       |                                                                    |
| 27 mei 2017 20:30 Luminus Arena Genk                           | 32' Buffel 43' Boëtius 55' Samatta                                      | 1-0 2-0 3-0             |                                                   | Ryan Castagne, Brabec, Colley (85' Janssens), Uronen Berge, Malinovski (71' Heynen), Schrijvers Buffel, Samatta, Boëtius (76' Naranjo)       |                                                                    |
| Barragewedstrijd om Europees voetbal                           |                                                                         |                         |                                                   | |                                                                    |
| 31 mei 2017 20:30 Versluys Arena Oostende                      | KV Oostende                                                             | 3-1                     | KRC Genk                                          | Ryan Castagne, Brabec, Colley, Uronen Berge, Malinovski (46' Heynen), Schrijvers Buffel (72' Naranjo), Samatta, Boëtius                      | 30' Malinovski                                                     |
| 31 mei 2017 20:30 Versluys Arena Oostende                      | 27' Akpala 32' Rozehnal 51' Jali                                        | 1-0 2-0 2-1 3-1         | 45' Schrijvers (pen.)                             | Ryan Castagne, Brabec, Colley, Uronen Berge, Malinovski (46' Heynen), Schrijvers Buffel (72' Naranjo), Samatta, Boëtius                      | 30' Malinovski                                                     |

### Overzicht
| Speeldag  | 1 | 2  | 3 | 4 | 5  | 6  | 7  | 8  | 9  | 10 | 11 | 12 | 13 | 14 | 15 | 16 | 17 | 18 | 19 | 20 | 21 | 22 | 23 | 24 | 25 | 26 | 27 | 28 | 29 | 30 |  | 1 | 2 | 3 | 4  | 5  | 6  | 7  | 8  | 9  | 10 |  | F | B |
| --------- | - | -- | - | - | -- | -- | -- | -- | -- | -- | -- | -- | -- | -- | -- | -- | -- | -- | -- | -- | -- | -- | -- | -- | -- | -- | -- | -- | -- | -- |  | - | - | - | -- | -- | -- | -- | -- | -- | -- |  | - | - |
| Resultaat | w | v  | g | w | w  | v  | v  | v  | w  | g  | w  | v  | w  | g  | w  | v  | v  | g  | v  | w  | w  | w  | v  | w  | g  | w  | g  | v  | w  | w  |  | w | w | w | w  | g  | w  | w  | w  | w  | g  |  | w | v |
| Punten    | 3 | 3  | 4 | 7 | 10 | 10 | 10 | 10 | 13 | 14 | 17 | 17 | 20 | 21 | 24 | 24 | 24 | 25 | 25 | 28 | 31 | 34 | 34 | 37 | 38 | 41 | 42 | 42 | 45 | 48 |  | 3 | 6 | 9 | 12 | 13 | 16 | 19 | 22 | 25 | 26 |  | – | – |
| Positie   | 4 | 10 | 8 | 5 | 3  | 7  | 10 | 10 | 9  | 9  | 8  | 8  | 8  | 9  | 7  | 8  | 9  | 9  | 9  | 9  | 8  | 8  | 8  | 8  | 8  | 7  | 7  | 8  | 8  | 8  |  | 1 | 1 | 1 | 1  | 1  | 1  | 1  | 1  | 1  | 1  |  | – | – |

### Klassement

#### Reguliere competitie
| Pos | Team               | Wed | W  | G  | V  | Ptn | DV | DT | +/− |       |
| --- | ------------------ | --- | -- | -- | -- | --- | -- | -- | --- | ----- |
| 5   | KV Oostende        | 30  | 14 | 8  | 8  | 50  | 52 | 37 | +15 | PO I  |
| 6   | Sporting Charleroi | 30  | 13 | 10 | 7  | 49  | 33 | 31 | +2  | PO I  |
| 7   | KV Mechelen        | 30  | 14 | 6  | 10 | 48  | 41 | 36 | +5  | PO II |
| 8   | KRC Genk           | 30  | 14 | 6  | 10 | 48  | 40 | 35 | +5  | PO II |
| 9   | Standard Luik      | 30  | 9  | 12 | 9  | 39  | 44 | 42 | +2  | PO II |
| 10  | KV Kortrijk        | 30  | 8  | 7  | 15 | 31  | 38 | 54 | −16 | PO II |
| 11  | Sporting Lokeren   | 30  | 7  | 10 | 13 | 31  | 24 | 34 | −10 | PO II |

PO I: Play-off I, PO II: Play-off II, : Degradeert na dit seizoen naar Eerste Klasse B

#### Play-off II B
| Pos | Team             | Wed | W | G | V | Ptn | DV | DT | +/− |              |
| --- | ---------------- | --- | - | - | - | --- | -- | -- | --- | ------------ |
| 1   | KRC Genk         | 10  | 8 | 2 | 0 | 26  | 26 | 4  | +22 | Finale PO II |
| 2   | Sporting Lokeren | 10  | 3 | 6 | 1 | 15  | 21 | 20 | +1  |              |
| 3   | KAS Eupen        | 10  | 3 | 4 | 3 | 13  | 20 | 20 | 0   |              |
| 4   | KV Kortrijk      | 10  | 3 | 3 | 4 | 12  | 15 | 22 | −7  |              |
| 5   | Excel Moeskroen  | 10  | 2 | 2 | 6 | 8   | 11 | 22 | −11 |              |
| 6   | KSV Roeselare    | 10  | 2 | 1 | 7 | 7   | 17 | 22 | −5  |              |

## Beker van België
| Wedstrijddetails                                            | Thuisploeg            | Uitslag         | Uitploeg                                        | Opstelling | Kaarten                                 |
| ----------------------------------------------------------- | --------------------- | --------------- | ----------------------------------------------- | --- | --------------------------------------- |
| 1/16 finale                                                 |                       |                 |                                                 | |                                         |
| 21 september 2016 20:30 Pierre Cornelisstadion Aalst        | Eendracht Aalst (2Am) | 0-4             | KRC Genk                                        | Bizot Castagne, Dewaest, Brabec, Nastić Ndidi (46' Kumordzi), Pozuelo (61' Heynen), Sušić (72' Vanzeir) Bailey, Karelis, Trossard       |                                         |
| 21 september 2016 20:30 Pierre Cornelisstadion Aalst        |                       | 0-1 0-2 0-3 0-4 | 14' Karelis 22' Karelis 42' Karelis 50' Karelis | Bizot Castagne, Dewaest, Brabec, Nastić Ndidi (46' Kumordzi), Pozuelo (61' Heynen), Sušić (72' Vanzeir) Bailey, Karelis, Trossard       |                                         |
| 1/8 finale                                                  |                       |                 |                                                 | |                                         |
| 30 november 2016 20:00 Freethiel Beveren                    | Waasland-Beveren      | 1-3             | KRC Genk                                        | Bizot Castagne, Dewaest, Colley, Walsh Heynen, Ndidi, Pozuelo (83' Sušić) Bailey, Samatta, Trossard                                     |                                         |
| 30 november 2016 20:00 Freethiel Beveren                    | 89' Gano              | 0-1 0-2 0-3 1-3 | 15' Samatta 42' Samatta 80' Ndidi               | Bizot Castagne, Dewaest, Colley, Walsh Heynen, Ndidi, Pozuelo (83' Sušić) Bailey, Samatta, Trossard                                     |                                         |
| Kwartfinale                                                 |                       |                 |                                                 | |                                         |
| 14 december 2016 20:30 Stade du Pays de Charleroi Charleroi | Sporting Charleroi    | 1-3             | KRC Genk                                        | Bizot Castagne, Brabec, Colley, Walsh Bailey (78' Buffel), Ndidi, Pozuelo, Trossard Karelis (120' Dewaest), Samatta (105' Sušić)        | 56' Trossard 84' Brabec                 |
| 14 december 2016 20:30 Stade du Pays de Charleroi Charleroi | 84' Willems           | 0-1 1-1 1-2 1-3 | 69' Karelis 94' Karelis 116' Karelis            | Bizot Castagne, Brabec, Colley, Walsh Bailey (78' Buffel), Ndidi, Pozuelo, Trossard Karelis (120' Dewaest), Samatta (105' Sušić)        | 56' Trossard 84' Brabec                 |
| Halve finale                                                |                       |                 |                                                 | |                                         |
| 17 januari 2017 20:30 Versluys Arena Oostende               | KV Oostende           | 1-1             | KRC Genk                                        | Bizot Castagne, Dewaest, Colley, Uronen Heynen, Pozuelo (90+4' Berge), Malinovski (85' Kumordzi) Bailey, Samatta, Trossard (62' Buffel) | 32' Malinovski 45+1' Bailey 60' Dewaest |
| 17 januari 2017 20:30 Versluys Arena Oostende               | 21' Vandendriessche   | 1-0 1-1         | 55' Malinovski                                  | Bizot Castagne, Dewaest, Colley, Uronen Heynen, Pozuelo (90+4' Berge), Malinovski (85' Kumordzi) Bailey, Samatta, Trossard (62' Buffel) | 32' Malinovski 45+1' Bailey 60' Dewaest |
| 31 januari 2017 20:45 Luminus Arena Genk                    | KRC Genk              | 0-1             | KV Oostende                                     | Ryan Castagne, Dewaest (72' Sušić), Colley, Uronen Heynen, Malinovski (84' Berge), Pozuelo Schrijvers, Samatta (23' Naranjo), Trossard  | 37' Dewaest 90+3' Uronen                |
| 31 januari 2017 20:45 Luminus Arena Genk                    |                       | 0-1             | 8' Musona                                       | Ryan Castagne, Dewaest (72' Sušić), Colley, Uronen Heynen, Malinovski (84' Berge), Pozuelo Schrijvers, Samatta (23' Naranjo), Trossard  | 37' Dewaest 90+3' Uronen                |

## Europa League
| UEFA Europa League                                                 |                                                                              |                                 |                                                                | |                                                        |
| Wedstrijddetails                                                   | Thuisploeg                                                                   | Uitslag                         | Uitploeg                                                       | Opstelling | Kaarten                                                |
| Tweede voorronde                                                   |                                                                              |                                 |                                                                | |                                                        |
| 14 juli 2016 20:00 Luminus Arena Genk                              | KRC Genk                                                                     | 2-0                             | Budućnost Podgorica                                            | Bizot Castagne, Dewaest, Kumordzi, Uronen Buyens (75' Heynen), Ndidi, Kebano (77' Karelis) Buffel, Samatta (89' Trossard), Bailey                                             |                                                        |
| 14 juli 2016 20:00 Luminus Arena Genk                              | 17' Kebano (pen.) 79' Samatta                                                | 1-0 2-0                         |                                                                | Bizot Castagne, Dewaest, Kumordzi, Uronen Buyens (75' Heynen), Ndidi, Kebano (77' Karelis) Buffel, Samatta (89' Trossard), Bailey                                             |                                                        |
| 21 juli 2016 20:45 Pod Goricomstadion Podgorica                    | Budućnost Podgorica                                                          | 2-0 (2-4)                       | KRC Genk                                                       | Bizot Castagne (68' Walsh), Dewaest, Kumordzi, Uronen Buffel, Buyens (46' Heynen), Ndidi, Bailey Samatta, Karelis (76' Wouters) Strafschoppen: Buffel, Heynen, Samatta, Walsh | 67' Bailey 75' Kumordzi 86' Buffel                     |
| 21 juli 2016 20:45 Pod Goricomstadion Podgorica                    | 1' Đalović 39' Raičković                                                     | 1-0 2-0                         |                                                                | Bizot Castagne (68' Walsh), Dewaest, Kumordzi, Uronen Buffel, Buyens (46' Heynen), Ndidi, Bailey Samatta, Karelis (76' Wouters) Strafschoppen: Buffel, Heynen, Samatta, Walsh | 67' Bailey 75' Kumordzi 86' Buffel                     |
| Derde voorronde                                                    |                                                                              |                                 |                                                                | |                                                        |
| 28 juli 2016 20:00 Luminus Arena Genk                              | KRC Genk                                                                     | 1-0                             | Cork City                                                      | Bizot Walsh, Dewaest, Wouters, Uronen Buffel, Ndidi, Pozuelo (82' Heynen), Bailey Samatta, Karelis (73' Kebano)                                                               | 33' Pozuelo 82' Ndidi                                  |
| 28 juli 2016 20:00 Luminus Arena Genk                              | 31' Bailey                                                                   | 1-0                             |                                                                | Bizot Walsh, Dewaest, Wouters, Uronen Buffel, Ndidi, Pozuelo (82' Heynen), Bailey Samatta, Karelis (73' Kebano)                                                               | 33' Pozuelo 82' Ndidi                                  |
| 4 augustus 2016 20:45 Turners Cross Cork                           | Cork City                                                                    | 1-2                             | KRC Genk                                                       | Bizot Walsh, Dewaest, Wouters, Uronen Ndidi, Pozuelo, Kebano Buffel (84' Tshimanga), Samatta (77' Heynen), Bailey (66' Trossard)                                              | 62' Bailey 81' Ndidi                                   |
| 4 augustus 2016 20:45 Turners Cross Cork                           | 63' Bennett                                                                  | 0-1 0-2 1-2                     | 12' Buffel 41' Dewaest                                         | Bizot Walsh, Dewaest, Wouters, Uronen Ndidi, Pozuelo, Kebano Buffel (84' Tshimanga), Samatta (77' Heynen), Bailey (66' Trossard)                                              | 62' Bailey 81' Ndidi                                   |
| Play-offs                                                          |                                                                              |                                 |                                                                | |                                                        |
| 18 augustus 2016 20:00 Maksimirstadion Zagreb                      | Lokomotiva Zagreb                                                            | 2-2                             | KRC Genk                                                       | Bizot Walsh, Dewaest, Colley, Uronen Heynen, Ndidi, Pozuelo Buffel (42' Trossard), Samatta (83' Karelis), Bailey                                                              | 87' Pozuelo                                            |
| 18 augustus 2016 20:00 Maksimirstadion Zagreb                      | 52' Marić (pen.) 59' Fiolić                                                  | 0-1 0-2 1-2 2-2                 | 35' Bailey (pen.) 47' Samatta                                  | Bizot Walsh, Dewaest, Colley, Uronen Heynen, Ndidi, Pozuelo Buffel (42' Trossard), Samatta (83' Karelis), Bailey                                                              | 87' Pozuelo                                            |
| 25 augustus 2016 20:00 Luminus Arena Genk                          | KRC Genk                                                                     | 2-0                             | Lokomotiva Zagreb                                              | Bizot Walsh, Dewaest, Colley, Uronen Heynen, Ndidi, Pozuelo (83' Kumordzi) Bailey (75' Kebano), Samatta (81' Karelis), Trossard                                               | 71' Samatta 82' Bizot                                  |
| 25 augustus 2016 20:00 Luminus Arena Genk                          | 3' Samatta 51' Bailey                                                        | 1-0 2-0                         |                                                                | Bizot Walsh, Dewaest, Colley, Uronen Heynen, Ndidi, Pozuelo (83' Kumordzi) Bailey (75' Kebano), Samatta (81' Karelis), Trossard                                               | 71' Samatta 82' Bizot                                  |
| Groepsfase                                                         |                                                                              |                                 |                                                                | |                                                        |
| 15 september 2016 19:00 Gerhard Hanappistadion Wenen               | Rapid Wien                                                                   | 3-2                             | KRC Genk                                                       | Bizot Walsh, Dewaest, Colley, Uronen Heynen (78' Sušić), Ndidi, Pozuelo Bailey, Samatta (78' Karelis), Buffel (66' Trossard)                                                  | 65' Pozuelo                                            |
| 15 september 2016 19:00 Gerhard Hanappistadion Wenen               | 51' Schwab 59' Joelinton 60' Colley (own)                                    | 0-1 1-1 2-1 3-1 3-2             | 29' Bailey 90' Bailey (pen.)                                   | Bizot Walsh, Dewaest, Colley, Uronen Heynen (78' Sušić), Ndidi, Pozuelo Bailey, Samatta (78' Karelis), Buffel (66' Trossard)                                                  | 65' Pozuelo                                            |
| 29 september 2016 21:05 Luminus Arena Genk                         | KRC Genk                                                                     | 3-1                             | US Sassuolo                                                    | Bizot Walsh, Brabec, Colley, Nastić Pozuelo, Ndidi, Sušić (82' Kumordzi) Bailey, Karelis (75' Samatta), Buffel (87' Trossard)                                                 | 67' Karelis                                            |
| 29 september 2016 21:05 Luminus Arena Genk                         | 8' Karelis 25' Bailey 61' Buffel                                             | 1-0 2-0 3-0 3-1                 | 65' Politano                                                   | Bizot Walsh, Brabec, Colley, Nastić Pozuelo, Ndidi, Sušić (82' Kumordzi) Bailey, Karelis (75' Samatta), Buffel (87' Trossard)                                                 | 67' Karelis                                            |
| 20 oktober 2016 21:05 Luminus Arena Genk                           | KRC Genk                                                                     | 2-0                             | Athletic Bilbao                                                | Bizot Castagne, Brabec, Colley, Nastić Pozuelo, Ndidi, Sušić (78' Heynen) Bailey, Karelis (84' Trossard), Buffel (56' Samatta)                                                | 64' Sušić                                              |
| 20 oktober 2016 21:05 Luminus Arena Genk                           | 40' Brabec 83' Ndidi                                                         | 1-0 2-0                         |                                                                | Bizot Castagne, Brabec, Colley, Nastić Pozuelo, Ndidi, Sušić (78' Heynen) Bailey, Karelis (84' Trossard), Buffel (56' Samatta)                                                | 64' Sušić                                              |
| 3 november 2016 19:00 San Mamés Bilbao                             | Athletic Bilbao                                                              | 5-3                             | KRC Genk                                                       | Bizot Castagne, Brabec, Colley, Nastić (75' Walsh) Pozuelo, Ndidi, Sušić Bailey, Samatta (83' Karelis), Buffel (75' Trossard)                                                 | 6' Sušić 42' Nastić 43' Colley 87' Pozuelo 90+3' Ndidi |
| 3 november 2016 19:00 San Mamés Bilbao                             | 8' Aduriz 24' Aduriz (pen.) 44' Aduriz (pen.) 74' Aduriz 90+4' Aduriz (pen.) | 1-0 2-0 2-1 3-1 3-2 4-2 4-3 5-3 | 28' Bailey 51' Ndidi 79' Sušić                                 | Bizot Castagne, Brabec, Colley, Nastić (75' Walsh) Pozuelo, Ndidi, Sušić Bailey, Samatta (83' Karelis), Buffel (75' Trossard)                                                 | 6' Sušić 42' Nastić 43' Colley 87' Pozuelo 90+3' Ndidi |
| 24 november 2016 21:05 Luminus Arena Genk                          | KRC Genk                                                                     | 1-0                             | Rapid Wien                                                     | Bizot Castagne, Brabec, Colley, Nastić Pozuelo, Ndidi, Sušić (78' Heynen) Bailey, Karelis (85' Samatta), Buffel (90' Trossard)                                                | 89' Pozuelo 90+4' Bizot                                |
| 24 november 2016 21:05 Luminus Arena Genk                          | 11' Karelis                                                                  | 1-0                             |                                                                | Bizot Castagne, Brabec, Colley, Nastić Pozuelo, Ndidi, Sušić (78' Heynen) Bailey, Karelis (85' Samatta), Buffel (90' Trossard)                                                | 89' Pozuelo 90+4' Bizot                                |
| 9 december 2016 12:30 MAPEI Stadium - Città del Tricolore Sassuolo | US Sassuolo                                                                  | 0-2                             | KRC Genk                                                       | Jackers Castagne, Dewaest, Brabec, Walsh Bailey (82' Buffel), Ndidi, Heynen (89' Kumordzi), Trossard Karelis (90+4' Sabak), Samatta                                           |                                                        |
| 9 december 2016 12:30 MAPEI Stadium - Città del Tricolore Sassuolo |                                                                              | 0-1 0-2                         | 58' Heynen 80' Trossard                                        | Jackers Castagne, Dewaest, Brabec, Walsh Bailey (82' Buffel), Ndidi, Heynen (89' Kumordzi), Trossard Karelis (90+4' Sabak), Samatta                                           |                                                        |
| 1/16 finale                                                        |                                                                              |                                 |                                                                | |                                                        |
| 16 februari 2017 19:00 Stadionul Marin Anastasovici Boekarest      | Astra Giurgiu                                                                | 2-2                             | KRC Genk                                                       | Ryan Castagne, Brabec, Colley, Uronen Kumordzi (64' Berge), Heynen, Pozuelo (75' Boëtius) Schrijvers, Samatta, Trossard (88' Buffel)                                          |                                                        |
| 16 februari 2017 19:00 Stadionul Marin Anastasovici Boekarest      | 43' Budescu 90' Seto                                                         | 0-1 1-1 1-2 2-2                 | 25' Castagne 83' Trossard                                      | Ryan Castagne, Brabec, Colley, Uronen Kumordzi (64' Berge), Heynen, Pozuelo (75' Boëtius) Schrijvers, Samatta, Trossard (88' Buffel)                                          |                                                        |
| 23 februari 2017 21:05 Luminus Arena Genk                          | KRC Genk                                                                     | 1-0                             | Astra Giurgiu                                                  | Ryan Castagne, Brabec, Colley, Uronen Berge, Malinovski (90' Boëtius), Pozuelo (89' Kumordzi) Schrijvers (76' Buffel), Samatta, Trossard                                      | 74' Brabec 81' Malinovsky 85' Trossard                 |
| 23 februari 2017 21:05 Luminus Arena Genk                          | 67' Pozuelo                                                                  | 1-0                             |                                                                | Ryan Castagne, Brabec, Colley, Uronen Berge, Malinovski (90' Boëtius), Pozuelo (89' Kumordzi) Schrijvers (76' Buffel), Samatta, Trossard                                      | 74' Brabec 81' Malinovsky 85' Trossard                 |
| 1/8 finale                                                         |                                                                              |                                 |                                                                | |                                                        |
| 9 maart 2017 21:05 Ghelamco Arena Gent                             | AA Gent                                                                      | 2-5                             | KRC Genk                                                       | Ryan Castagne, Brabec, Colley, Uronen Berge, Malinovski (81' Heynen), Pozuelo Boëtius (46' Buffel), Samatta, Schrijvers (90' Trossard)                                        |                                                        |
| 9 maart 2017 21:05 Ghelamco Arena Gent                             | 27' Kalu 61' Coulibaly                                                       | 0-1 1-1 1-2 1-3 1-4 2-4 2-5     | 21' Malinovski 33' Colley 41' Samatta 45+1' Uronen 72' Samatta | Ryan Castagne, Brabec, Colley, Uronen Berge, Malinovski (81' Heynen), Pozuelo Boëtius (46' Buffel), Samatta, Schrijvers (90' Trossard)                                        |                                                        |
| 16 maart 2017 19:00 Luminus Arena Genk                             | KRC Genk                                                                     | 1-1                             | AA Gent                                                        | Ryan Castagne, Brabec, Colley, Uronen (81' Janssens) Berge, Malinovski, Pozuelo (46' Schrijvers) Boëtius, Samatta, Buffel (74' Trossard)                                      |                                                        |
| 16 maart 2017 19:00 Luminus Arena Genk                             | 20' Castagne                                                                 | 1-0 1-1                         | 84' L. Verstraete                                              | Ryan Castagne, Brabec, Colley, Uronen (81' Janssens) Berge, Malinovski, Pozuelo (46' Schrijvers) Boëtius, Samatta, Buffel (74' Trossard)                                      |                                                        |
| Kwartfinale                                                        |                                                                              |                                 |                                                                | |                                                        |
| 13 april 2017 21:05 Estadio Balaídos Vigo                          | Celta de Vigo                                                                | 3-2                             | KRC Genk                                                       | Ryan Castagne, Brabec, Colley, Uronen Berge, Malinovski (90+2' Heynen), Pozuelo Boëtius (62' Buffel), Samatta, Trossard (82' Schrijvers)                                      | 27' Castagne 73' Trossard 85' Schrijvers               |
| 13 april 2017 21:05 Estadio Balaídos Vigo                          | 15' Sisto 17' Aspas 38' Guidetti                                             | 0-1 1-1 2-1 3-1 3-2             | 10' Boëtius 67' Buffel                                         | Ryan Castagne, Brabec, Colley, Uronen Berge, Malinovski (90+2' Heynen), Pozuelo Boëtius (62' Buffel), Samatta, Trossard (82' Schrijvers)                                      | 27' Castagne 73' Trossard 85' Schrijvers               |
| 20 april 2017 21:05 Luminus Arena Genk                             | KRC Genk                                                                     | 1-1                             | Celta de Vigo                                                  | Ryan Castagne, Brabec (81' Dewaest), Colley, Uronen Berge, Malinovski (72' Boëtius), Pozuelo Buffel (72' Schrijvers), Samatta, Trossard                                       | 87' Dewaest                                            |
| 20 april 2017 21:05 Luminus Arena Genk                             | 67' Trossard                                                                 | 0-1 1-1                         | 63' Sisto                                                      | Ryan Castagne, Brabec (81' Dewaest), Colley, Uronen Berge, Malinovski (72' Boëtius), Pozuelo Buffel (72' Schrijvers), Samatta, Trossard                                       | 87' Dewaest                                            |

### Groepsfase Europa League
Groep F
| #  | Club            | GS | W | G | V | DV | DT | DS | PTN |
| -- | --------------- | -- | - | - | - | -- | -- | -- | --- |
| 1. | KRC Genk        | 6  | 4 | 0 | 2 | 13 | 9  | +4 | 12  |
| 2. | Athletic Bilbao | 6  | 3 | 1 | 2 | 10 | 11 | −1 | 10  |
| 3. | Rapid Wien      | 6  | 1 | 3 | 2 | 8  | 8  | 0  | 6   |
| 4. | US Sassuolo     | 6  | 1 | 2 | 3 | 8  | 11 | −3 | 5   |

## Statistieken
De speler met de meeste wedstrijden en doelpunten is in het groen aangeduid.
| Nr. | Naam                | Eerste Klasse | Eerste Klasse | Beker van België | Beker van België | Europa League | Europa League | Totaal | Totaal |
| Nr. | Naam                | Wed           | Goals         | Wed              | Goals            | Wed           | Goals         | Wed    | Goals  |
| --- | ------------------- | ------------- | ------------- | ---------------- | ---------------- | ------------- | ------------- | ------ | ------ |
| 1.  | Marco Bizot         | 22            | 0             | 4                | 0                | 11            | 0             | 37     | 0      |
| 2.  | Jakub Brabec        | 25            | 1             | 2                | 0                | 11            | 1             | 38     | 2      |
| 3.  | Bojan Nastić        | 14            | 0             | 1                | 0                | 4             | 0             | 19     | 0      |
| 4.  | Dries Wouters       | 8             | 0             | 0                | 0                | 3             | 0             | 11     | 0      |
| 5.  | Sandy Walsh         | 17            | 1             | 2                | 0                | 9             | 0             | 28     | 1      |
| 6.  | Sébastien Dewaest   | 21            | 0             | 5                | 0                | 9             | 1             | 35     | 1      |
| 7.  | Nikos Karelis       | 18            | 9             | 3                | 7                | 11            | 2             | 32     | 18     |
| 8.  | Bennard Kumordzi    | 12            | 1             | 2                | 0                | 7             | 0             | 21     | 1      |
| 9.  | Jean-Paul Boëtius   | 17            | 4             | 0                | 0                | 6             | 1             | 23     | 5      |
| 10. | Tino-Sven Sušić     | 15            | 0             | 4                | 0                | 5             | 1             | 24     | 1      |
| 11. | José Naranjo        | 20            | 6             | 1                | 0                | 0             | 0             | 21     | 6      |
| 14. | Leandro Trossard    | 31            | 6             | 5                | 0                | 16            | 3             | 52     | 9      |
| 15. | Omar Colley         | 35            | 3             | 4                | 0                | 13            | 1             | 52     | 4      |
| 16. | Dante Vanzeir       | 1             | 0             | 1                | 0                | 0             | 0             | 2      | 0      |
| 17. | Holly Tshimanga     | 1             | 0             | 0                | 0                | 1             | 0             | 2      | 0      |
| 18. | Roeslan Malinovski  | 20            | 5             | 2                | 1                | 5             | 1             | 27     | 7      |
| 19. | Thomas Buffel       | 31            | 4             | 2                | 0                | 17            | 4             | 50     | 8      |
| 20. | Paolo Sabak         | 3             | 0             | 0                | 0                | 1             | 0             | 4      | 0      |
| 21. | Jere Uronen         | 28            | 1             | 2                | 0                | 13            | 1             | 43     | 2      |
| 22. | Siebe Schrijvers    | 18            | 4             | 1                | 0                | 6             | 0             | 25     | 4      |
| 23. | Rubin Seigers       | 2             | 0             | 0                | 0                | 0             | 0             | 2      | 0      |
| 24. | Alejandro Pozuelo   | 33            | 7             | 5                | 0                | 15            | 1             | 53     | 8      |
| 25. | Wilfred Ndidi       | 19            | 0             | 3                | 1                | 12            | 1             | 34     | 2      |
| 25. | Sander Berge        | 19            | 0             | 2                | 0                | 6             | 0             | 27     | 0      |
| 26. | Mathew Ryan         | 17            | 0             | 1                | 0                | 6             | 0             | 24     | 0      |
| 27. | Laurens Vermijl     | 1             | 0             | 0                | 0                | 0             | 0             | 1      | 0      |
| 28. | Bryan Heynen        | 33            | 0             | 4                | 0                | 13            | 1             | 50     | 1      |
| 30. | Nordin Jackers      | 4             | 0             | 0                | 0                | 1             | 0             | 5      | 0      |
| 31. | Leon Bailey         | 19            | 2             | 4                | 0                | 12            | 7             | 35     | 9      |
| 32. | Christophe Janssens | 2             | 0             | 0                | 0                | 1             | 0             | 3      | 0      |
| 33. | Pierre Desiré Zebli | 0             | 0             | 0                | 0                | 0             | 0             | 0      | 0      |
| 41. | Timothy Castagne    | 32            | 0             | 5                | 0                | 12            | 2             | 49     | 2      |
| 71. | Yoni Buyens         | 0             | 0             | 0                | 0                | 2             | 0             | 2      | 0      |
| 77. | Mbwana Samatta      | 37            | 13            | 4                | 2                | 18            | 5             | 59     | 20     |
| 92. | Neeskens Kebano     | 3             | 0             | 0                | 0                | 4             | 1             | 7      | 1      |

Genk was in het seizoen 2016/17 de Europese club met de meeste officiële wedstrijden.

## Afbeeldingen

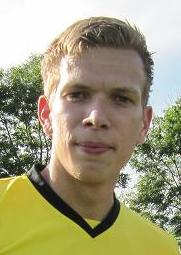
Marco Bizot (doelman)
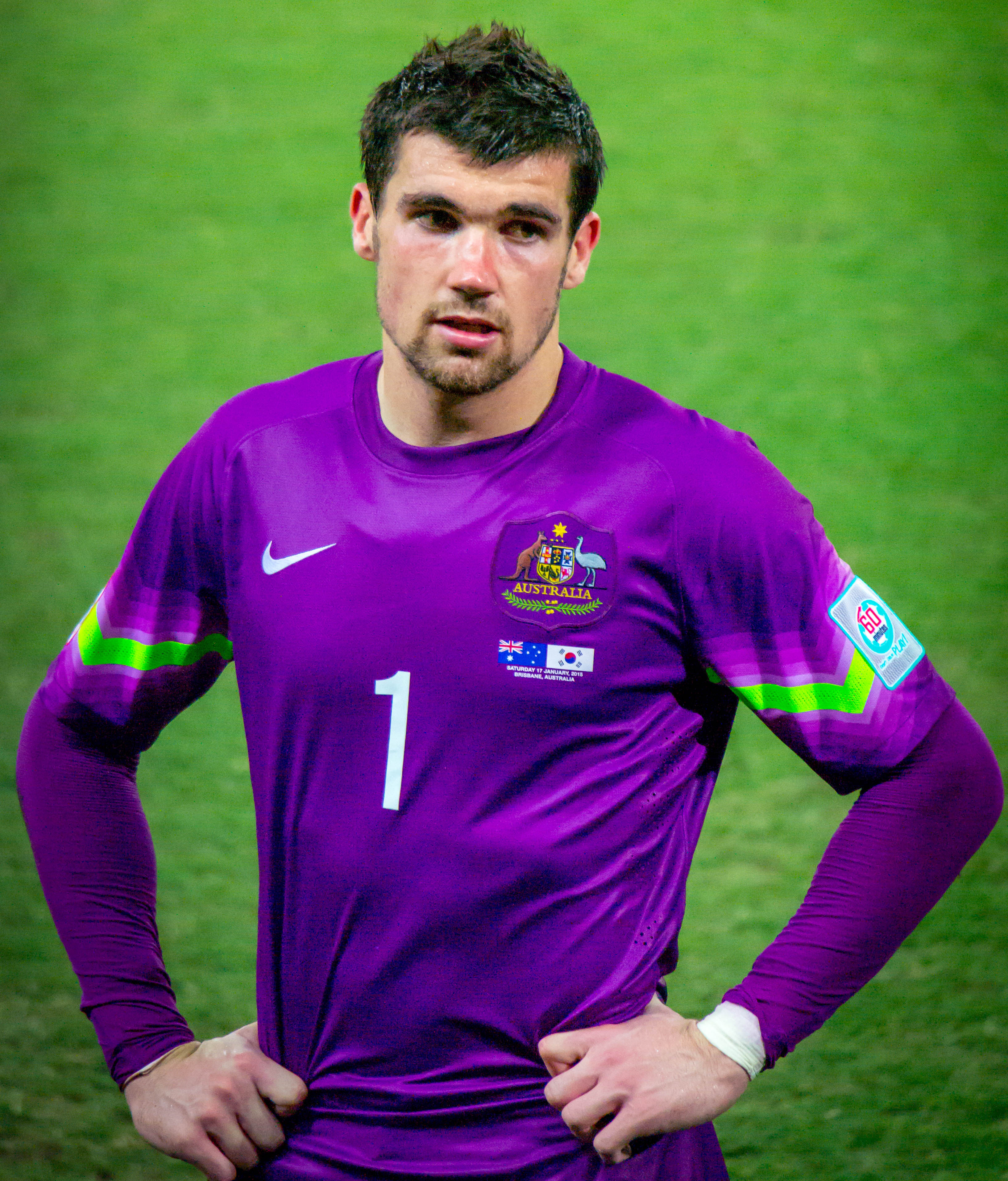
Mathew Ryan (doelman)
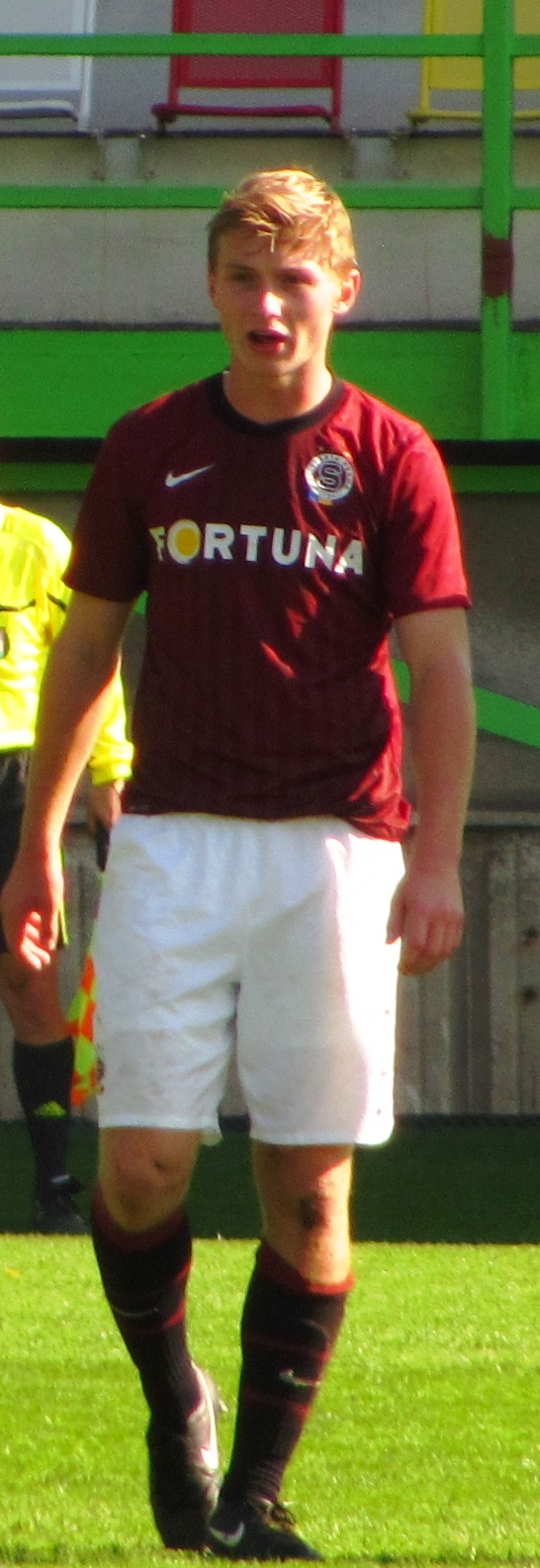
Jakub Brabec (verdediger)
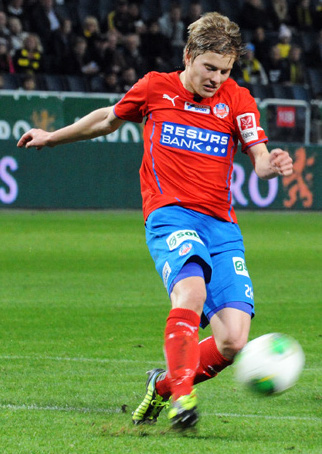
Jere Uronen (verdediger)
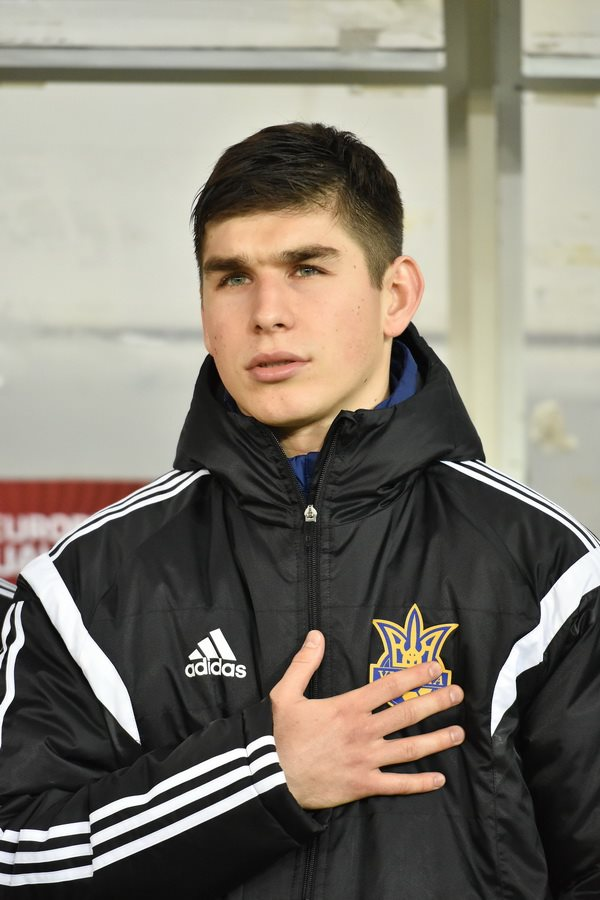
Roeslan Malinovski (middenvelder)
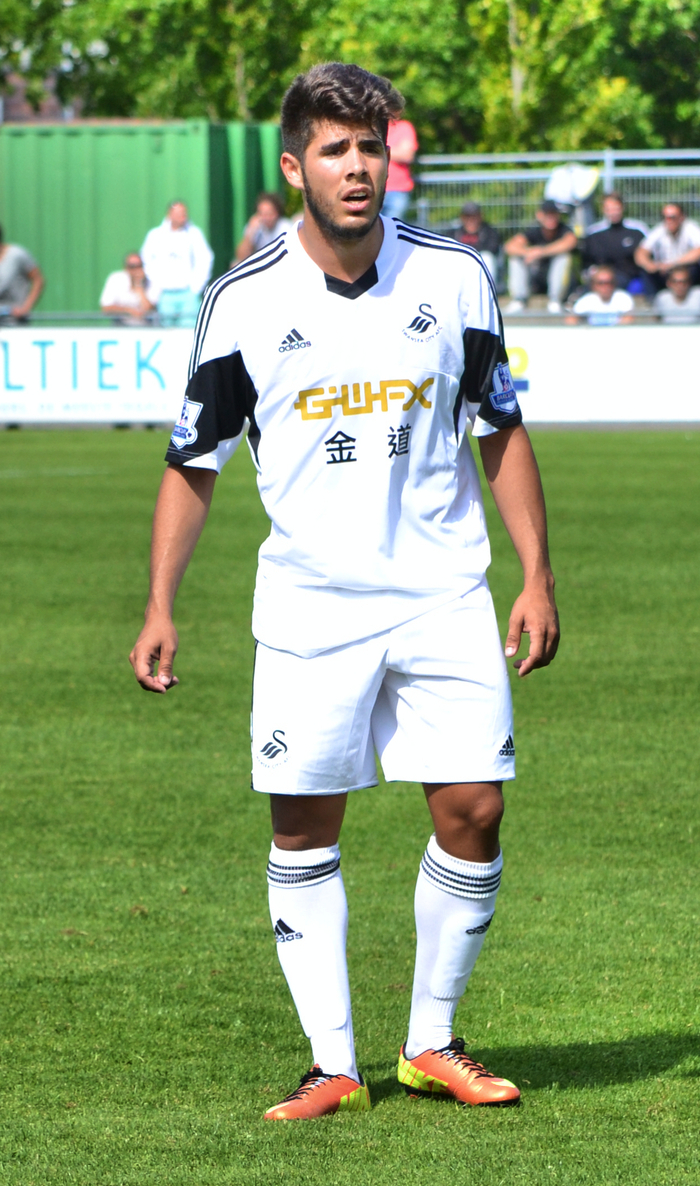
Alejandro Pozuelo (middenvelder)
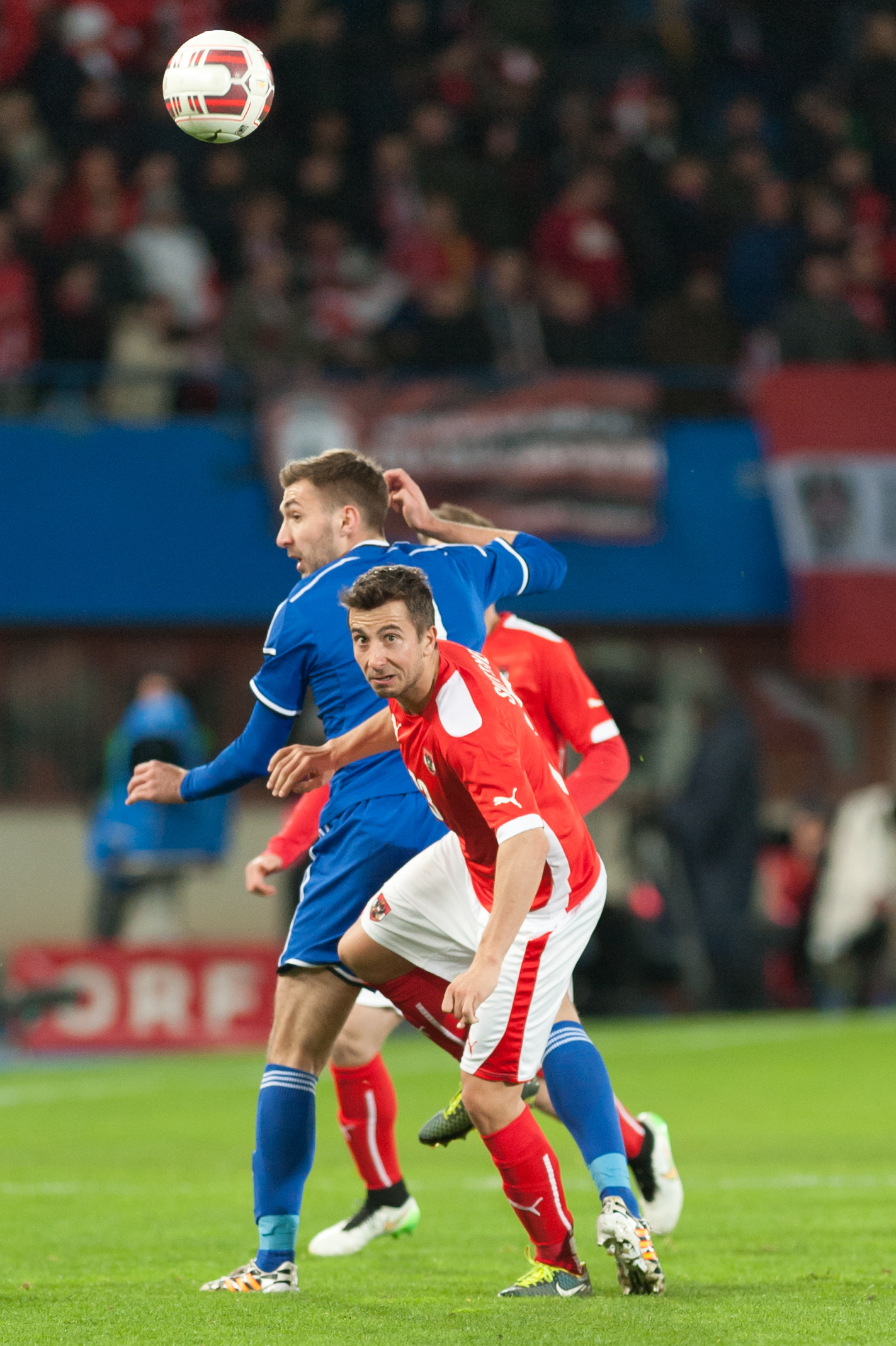
Tino-Sven Sušić (middenvelder)
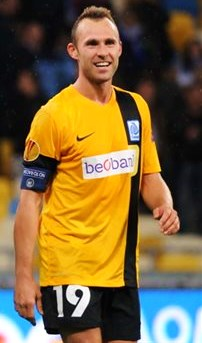
Thomas Buffel (middenvelder)
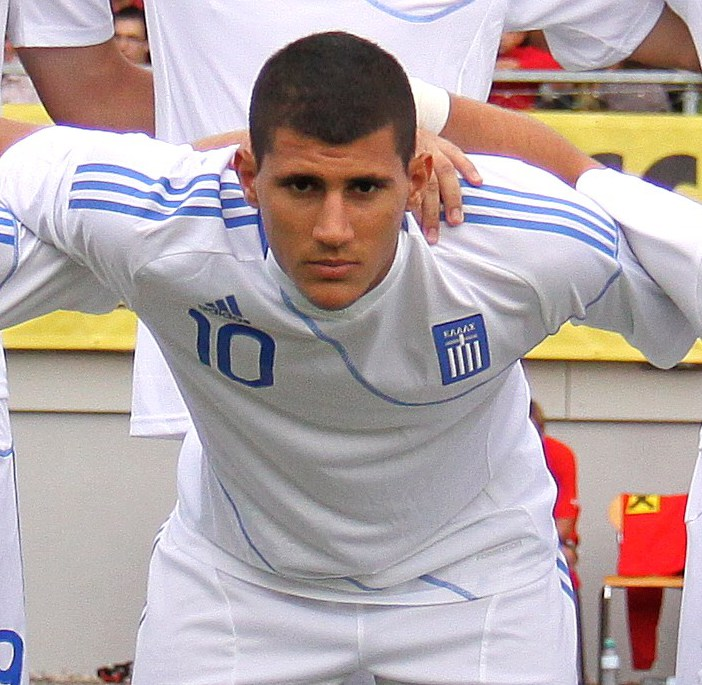
Nikos Karelis (aanvaller)